# Vetle Skagastølstind
A 2340 méter magas Vetle Skagastølstind Norvégia tizenötödik legmagasabb hegycsúcsa. Luster település közelében található Sogn og Fjordane megyében. A hegy a Hurrungane-hegység hegyvonulatainak tagja, amely része a Jotunheimen-hegységnek. A Vetle Skagastølstind hegycsúcs része a Store Skagastølstinden-Store Styggedalstinden-Jervvasstind hegyláncolatnak. A Vetle Skagastølstind közvetlenül a Midtre Skagastølstind, Store Skagastølstinden és a Sentraltind hegycsúcsok közelében fekszik. A Jervvasstind hegy tőle 1,5 kilométernyire keletre található.
A hegycsúcs tizenöt kilométernyire található Skjolden településtől nyugatra.

## Nevének eredete
A Skagastølen előtag a közelben található hegyi tejtermelő gazdaságra vonatkozik, míg a tind utótag hegycsúcsot jelent. A vetle előtag hegyfok jelentéssel bír. Tehát a Vetle Skagastølstind nevének jelentése Skagastølen hegyfok/hegycsúcs.

## Fordítás
Ez a szócikk részben vagy egészben  a   Vetle Skagastølstind című angol Wikipédia-szócikk ezen változatának fordításán alapul.  Az eredeti cikk szerkesztőit annak laptörténete sorolja fel. Ez a jelzés csupán a megfogalmazás eredetét és a szerzői jogokat jelzi, nem szolgál a cikkben szereplő információk forrásmegjelöléseként.